# 湖山村
湖山村（こやまそん）は、鳥取県高草郡・気高郡にあった村・自治体である。

## 概要
現在の鳥取市湖山町・湖山町北・湖山町西・湖山町東・湖山町南におおむね相当する。湖山池北東部に位置し、村の中央を湖山川が流れて日本海へと注いでいた。
この地区の前身である宇文・溝口の両村民が、布勢天神山城主の山名誠通に忠節を尽くしたことにより、その褒章の一つとして「小山村」を受けてその名が使用されていたが、当時からここの景観を礼讃し、中国の西湖に擬して「湖山」と名付けていたことからやがて湖山村となったとされる。
天明5年（1785年）に湖山砂丘（広義の鳥取砂丘の一部）の開拓が始められた。当時、鳥取と米子間の往来が砂丘地帯を通ることに悩まされていたため便宜を図るのと同時に新しく耕地を作るという動機から、米子の船越作左衛門がこの地に定住し鳥取藩の許可を得て砂丘開拓に着手した。開拓は甥の次郎左衛門やその養子へと代々継承され、明治になってからは主に湖山茶屋区の上山吉治とその分家の上山昇により、戦前までの156年に亘る開拓が完成された。
1929年（昭和4年）には当村が開墾による桑園のために県下三大養蚕地帯となっていたことから日本製糸工場が鳥取市から移転した。その後、1942年（昭和17年）に軍需産業転換により日本製糸工場が福田軽飛行機に売却され、同社が試験滑走路を村内に設置、1944年（昭和19年）に旧陸軍航空機練習機飛行場となり、翌年陸軍不時着飛行場となった。これにより開拓地の大部分が犠牲となり砂防植樹も伐採された。
戦後、県は財政の基礎を充実し行政水準を高めるためには小規模自治体は合併すべきとして、1952年（昭和27年）7月21日に鳥取市と周辺19ヶ村の合併を勧告した。しかし市は4月17日の鳥取大火の直後であり財政的にも苦しく火災復興にも遅れを生じ、また今合併しても何の効果もなく合併村側に迷惑をかけるとして当村長の上山雄次郎など一部が最後まで反対した。5月の臨時市議会では合併議案をめぐって大いにもめ、最後は反対派議員欠席のまま本会議を再開、出席議員23人全員の賛成で合併は可決された。結局19ヶ村のうち宇倍野村・大成村（後の国府町）など4ヶ村を除く15ヶ村が7月1日に合併した（その後米里村と津ノ井村は数年後に合併、国府町は平成に入って合併した）。

## 沿革
- 元禄14年（1701年） - 湖山村から枝郷の倉見村を分村[7]。
- 1881年（明治14年）9月12日 - 鳥取県再置。
- この間、高草郡湖山村外八ヶ村連合戸長役場を湖山村に設置し、同村および三山口村・良田村・高住村・桂見村・布勢村・足山村・岩吉村・里仁村を管轄[8]。
- 1889年（明治22年）10月1日 - 町村制の施行により、連合戸長役場管轄区域のうち湖山村が単独で自治体を形成して高草郡湖山村が発足。大字は編成せず。なお他の八ヶ村は合併して松保村となった[8]。
- 1896年（明治29年）4月1日 - 郡制の施行により、高草郡・気多郡の区域をもって気高郡が発足し、気高郡湖山村となる。
- 1943年（昭和18年）9月10日 - 鳥取地震発生。湖山村の鳥取測候所で震度6を記録し家屋が倒壊[9]。
- 1953年（昭和28年）7月1日 - 鳥取市に編入。同日湖山村廃止[10]。日進小学校で合併式典が挙行される[6]。
- 1953年（昭和28年）7月15日 - 旧湖山村を湖山町に変更[11]。

## 合併後
現在の鳥取市自治連合会の地区別単位組織では湖山地区・湖山西地区とされている。また、校区としての湖山小学校区・湖山西小学校区は湖山地区・湖山西地区におおむね相当するが、湖山小学校区は松保地区（旧松保村）の足山・岩吉（山陰本線より北）を含む。

## 行政

### 戸長
- 湖山村外八ヶ村連合戸長役場：村上喜一郎 - 田中善作 - 森直治 - 村上喜一郎

### 歴代村長
| 代 | 氏名       | 就任年月日           | 退任年月日                | 備考                                                      |
| --- | ---------- | -------------------- | ------------------------- | --------------------------------------------------------- |
| 初 | 影井文三郎 | 1889年（明治22年）   | 1889年（明治22年）        |                                                           |
| 2 | 上山専五郎 | 1889年（明治22年）   | 1896年（明治29年）        |                                                           |
| 3 | 上山多七   | 1896年（明治29年）   | 1900年（明治33年）        |                                                           |
| 4 | 井上芳蔵   | 1900年（明治33年）   | 1905年（明治38年）        | 退任後、日野郡江尾村・日光村、 岩美郡田後村等の村長を歴任 |
| 5 | 上山昇     | 1905年（明治38年）   | 1909年（明治42年）        |                                                           |
| 6 | 上山源蔵   | 1909年（明治42年）   | 1915年（大正4年）         |                                                           |
| 7 | 森十治     | 1917年（大正6年）    | 1927年（昭和2年）         |                                                           |
| 8 | 井上芳蔵   | 1928年（昭和3年）5月 | 1936年（昭和11年）        | 再選                                                      |
| 9 | 田中道夫   | 1936年（昭和11年）   | 1946年（昭和21年）        |                                                           |
| 10 | 上山雄次郎 | 1946年（昭和21年）   | 1953年（昭和28年）6月30日 | 後に鳥取市議会議員となる                                  |
| 参考文献 - 湖山小学校創立百周年記念誌（湖山小学校創立百年記念事業実行委員会、1973年） 市町村治績録 改訂第2版（日本自治協会、1930年） |            |                      |                           |                                                           |

## 教育
- 湖山村立湖山小学校（現・鳥取市立湖山小学校）
- 組合立湖東中学校（現・鳥取市立湖東中学校）
- 鳥取県立鳥取農業高等学校（現在は統合により鳥取県立鳥取湖陵高等学校）

## 当時の主要施設
- 日本製糸（株）工場 - 1929年（昭和4年）に鳥取市寺町から移転、現在の湖東中学校の敷地に所在した。なお、当時の鳥取市にとっては唯一の大規模工場の移転のため、これに代わる製糸工場の立地が望まれ、1932年（昭和7年）に全国に工場展開を進めていた郡是製糸工場を美保村と共同で誘致した[3]。

## 交通
鳥取市との交通は旧藩時代から明治にかけては水路が利用され、湖山池から湖山川を下って賀露に出て袋川を通るのが順路であった。その後の交通網の整備により水運は次第に衰退していった。

### 鉄道
- 山陰本線：湖山駅

### 飛行場
- 旧陸軍飛行場は鳥取市合併後の1957年（昭和32年）にその設備を利用して市営鳥取飛行場として開業、1964年（同39年）廃止。1967年（同42年）に北側隣接地に県営の鳥取空港が設置された[4]。

## 出身者
- 木島虎蔵（鉄道技術者・官僚・実業家・政治家・参議院議員、1901年 - 1983年）
- 影井梅夫（外交官、1920年 - 2003年）